# Ifp.Institut für publizistische Ausbildung

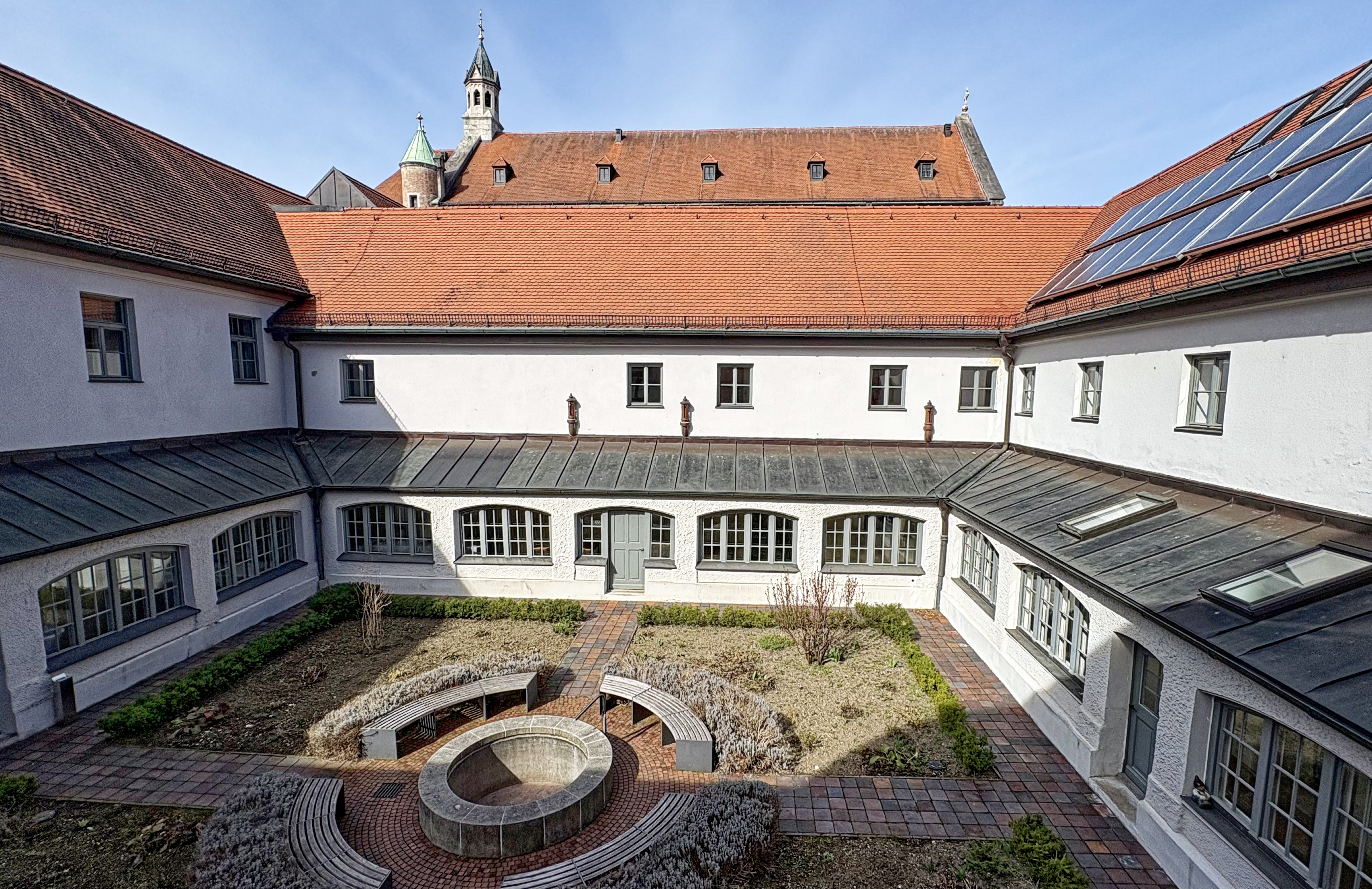
Katholische Journalistenschule im Kloster St. Anton München

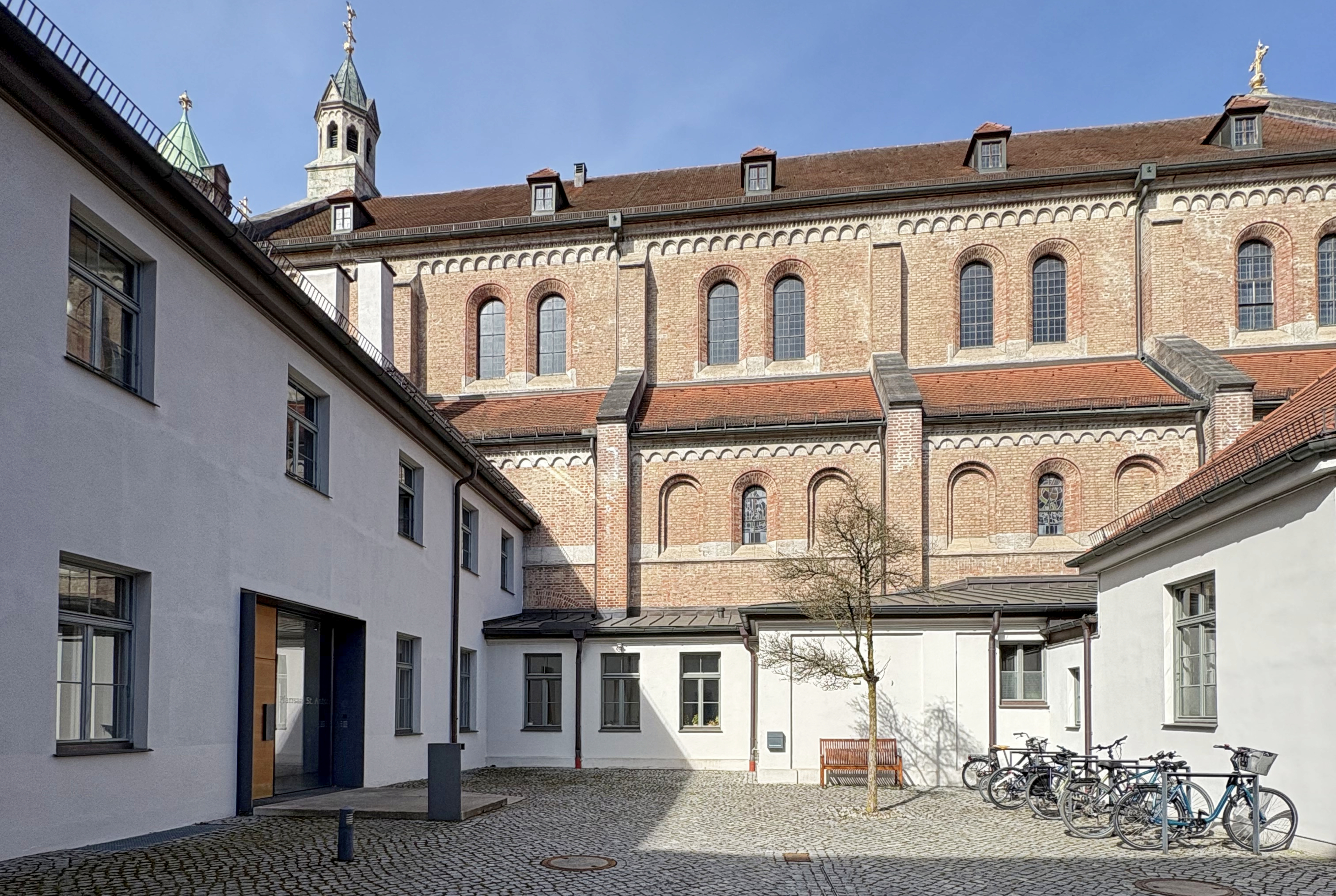
Eingang zur Journalistenschule

ifp.Institut für publizistische Ausbildung ist die Journalistenschule der römisch-katholischen Kirche in Deutschland. Die Gründung erfolgte 1968 mit der offiziellen Bezeichnung „Institut zur Förderung publizistischen Nachwuchses e. V.“, ein privater kirchlicher Verein, 2024 umbenannt in „Institut für publizistische Ausbildung e. V.“ Bis 2024 wurde die Einrichtung als „Katholische Journalistenschule/ifp“ bezeichnet, oder auch kurz als ifp. Das Institut bietet Ausbildungsgänge für Studentinnen und Studenten, für Volontärinnen und Voluntäre in christlichen Medien sowie Volontärinnen und Voluntäre an Tageszeitungen, außerdem journalistische Seminare für Mitarbeitende in der Kirche und für deutschsprechende Journalistinnen und Journalisten aus Mittel- und Osteuropa. Der Standort ist seit 2008 im ehemaligen Kapuzinerkloster St. Anton in der Isarvorstadt in München. Die Seminarräume, Aufenthaltsräume und 24 Einzelzimmer für die Teilnehmenden sind im ehemaligen Klostergebäude untergebracht.

## Geschichte

### Hintergrund
Erste Überlegungen der römisch-katholischen Kirche in Deutschland, in der Aus- und Fortbildung von Journalistinnen und Journalisten aktiv zu werden, gab es schon relativ früh. Bereits im Frühjahr 1962 hatte der Freiburger Dompräbendar Karl Becker ein Konzept für ein „Katholisches Institut für Publizistik“ entworfen. Ein weiteres Konzept stammt aus dem Jahr 1965 von Hans Suttner. Zusammen mit einigen jungen Hochschulabsolventen verfasste er die Schrift „Katholische Presse in Deutschland. Statt noch einer Kritik: ein konkreter Vorschlag“. Die konkrete Idee zur Gründung eines römisch-katholischen Instituts zur Journalistenausbildung entwickelte in dieser Zeit auch der damalige Schriftleiter der Zeitschrift Stimmen der Zeit, der Jesuitenpater Wolfgang Seibel.
Die Institutsgründung ist im Kontext des Zweiten Vatikanums von 1962 bis 1965 zu sehen. Die Veränderungen im Rahmen des Reform- und Erneuerungsgedankens betrafen auch die Einstellung der Kirche zu den Medien, was 1963 im Konzilsdokument Inter mirifica und 1971 in der Pastoralinstruktion Communio et Progressio festgeschrieben wurde. Vor diesem Hintergrund kam es in Deutschland zu einer Reihe von Neuerungen im Medienbereich. So gründeten die deutschen Bischöfe 1968 die Wochenzeitung Publik, die für Aufbruch und Dialog stand, allerdings 1971 nach Querelen mit der Deutschen Bischofskonferenz als Geldgeber eingestellt wurde.

### Gründung und Zielsetzung
Im Nachgang zur Einstellung von Publik wurden 1968 die Planungen für eine kirchliche Einrichtung zur Journalistenausbildung mit der Gründung des Instituts zur Förderung publizistischen Nachwuchses e. V. (ifp) konkretisiert. Dessen Mitbegründer und erster Leiter, Wolfgang Seibel war als Berichterstatter für die Katholische Nachrichtenagentur bei den Sitzungsperioden des Vatikanums dabei gewesen und brachte sein theologisches Fachwissen und seine journalistische Kompetenz als Chefredakteur von Stimmen der Zeit ein. Das Institut zur Förderung publizistischen Nachwuchses e. V. wurde in einem formalen Akt am 11. Oktober 1968 in München gegründet.
Zur Eröffnung äußerte sich der Vorsitzende der Deutschen Bischofskonferenz Julius Döpfner 1970 in einem Brief:

„Das Institut hat die Chance, das überkommene Berufsbild des abhängigen katholischen Journalisten abzubauen und ihm ein neues Gepräge zu geben, das den Erfordernissen unserer Zeit gerecht wird.“

Die erste Ferienakademie des ifp fand im Sommer 1970 für 24 Studierende am Domberg in Freising statt. Referierende waren u. a. profilierte Journalisten wie Kurt Wessel, Hannes Burger, Hans Heigert sowie die Jesuiten Walter Kern, Oswald von Nell-Breuning und Karl Rahner. In den ersten zwei Jahrzehnten fanden die Ausbildungsgänge des Instituts an verschiedenen Standorten in Deutschland, Österreich und Italien statt. Von 1986 bis 2008 stand dem ifp für die Aus- und Weiterbildungsaktivitäten im Bereich Hörfunk und Fernsehen das „Studio Ludwigshafen“ zur Verfügung. Die Journalistenschule hatte das Studio mitsamt dem technischen Equipment nach Beendigung des Kabelpilotprojekt Ludwigshafen vom Verband der Diözesen Deutschlands (VDD) übernommen. Die Geschäftsstelle hatte ihren festen Standort stets in München. Im Jahr 2008 bezog das ifp sein neues Domizil im ehemaligen Kapuzinerkloster St. Anton in München mit TV- und Hörfunkstudio. Zur Einweihung erklärte der Vorsitzende der Deutschen Bischofskonferenz Karl Lehmann:

„Das ifp ist offen zur Welt hin mit ihrer ganzen Vielfalt menschlicher Existenz und es bietet ein Zentrum der Kraft in der Konzentration auf ein Tun, das von bewusst gelebten Werten getragen ist, ganz besonders vom christlichen Glauben an Gott und seinem Zeugnis in die Welt hinein.“

Ziel des Instituts war und ist die Aus- und Weiterbildung von Journalistinnen und Journalisten im kirchlichen und nichtkirchlichen Bereich. Zum 10-jährigen Bestehen des Instituts definierte der damals seitens der Deutschen Bischofskonferenz für das ifp zuständige Medienbischof Georg Moser die Zielsetzung der katholischen Journalistenschule:

„Es sollen Journalisten ausgebildet werden, die vor allen anderen Dingen ihr Handwerk verstehen, die also recherchieren, analysieren, Wichtiges von Nebensächlichem unterscheiden können, und die journalistischen Spielformen möglichst vollkommen beherrschen. Die im Institut ausgebildeten sollen sich aber auch der Verantwortung bewußt sein, die ihnen gerade dieser Beruf auferlegt. […] Sie sollen sich nie dazu verleiten lassen, die Medien, über die sie zweifellos in einer privilegierten Stellung verfügen können, zu missbrauchen.“

## Organisation

### Trägerschaft
Träger ist der private kirchliche Verein Institut für publizistische Ausbildung e. V. Finanziert wird die Einrichtung von der Deutschen Bischofskonferenz. Der Verein beschließt den Haushalt und wählt einen Aufsichtsrat. Der Aufsichtsrat ist zuständig für die Berufung und Abberufung des Vorstands. Vorsitzende des Aufsichtsrats ist seit 2010 Claudia Nothelle. Zuständig für das ifp ist die Publizistische Kommission der Deutschen Bischofskonferenz:
- Reinhard Marx, Erzbischof von München und Freising, Vorsitzender
- Ulrich Neymeyr, Bischof von Erfurt, stellvertretender Vorsitzender
- Robert Brahm, Weihbischof in Trier
- Matthäus Karrer, Weihbischof in Rottenburg-Stuttgart

### Leitungsstruktur

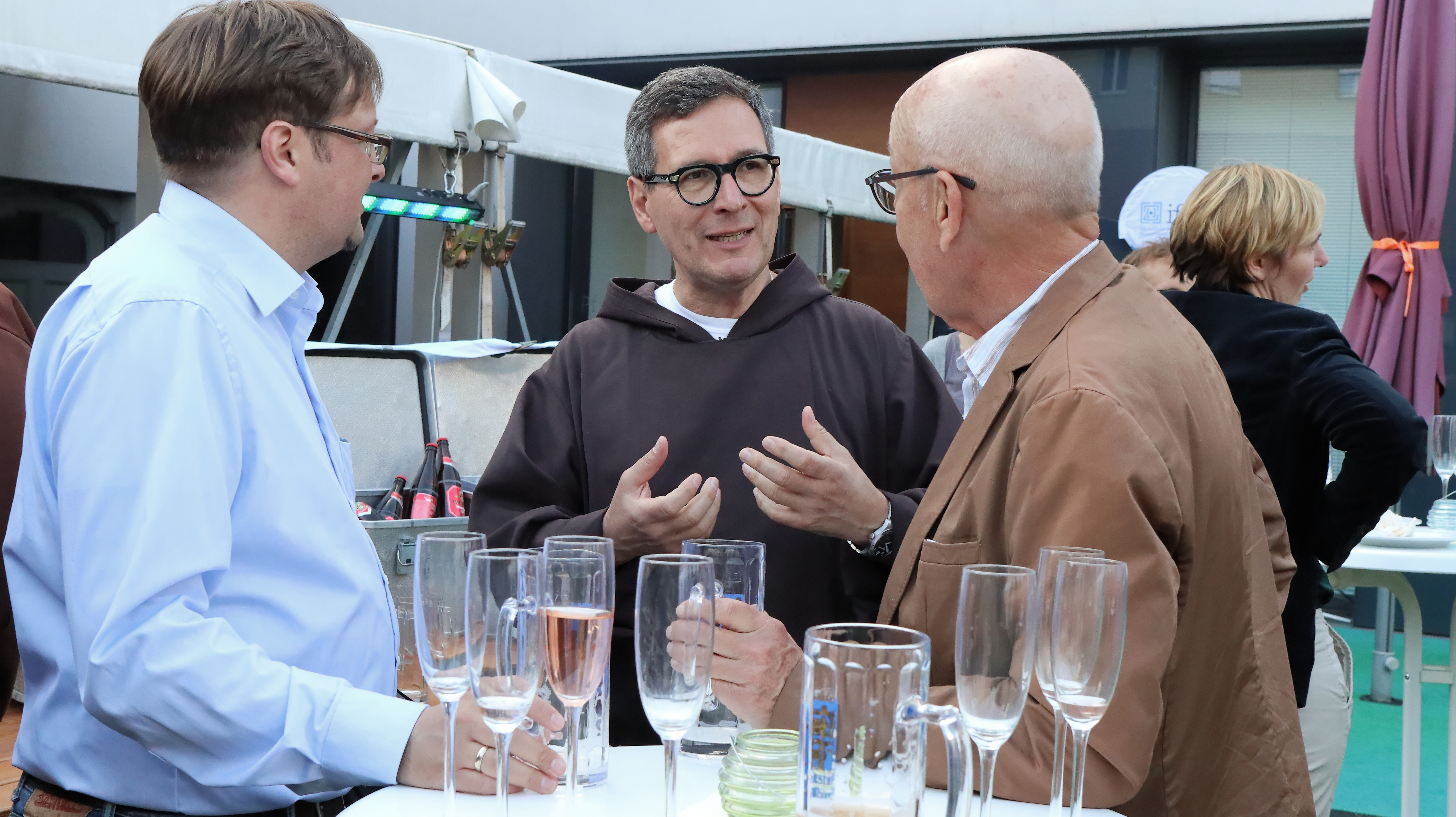
Helmut Rakowski beim Sommerfest 2018

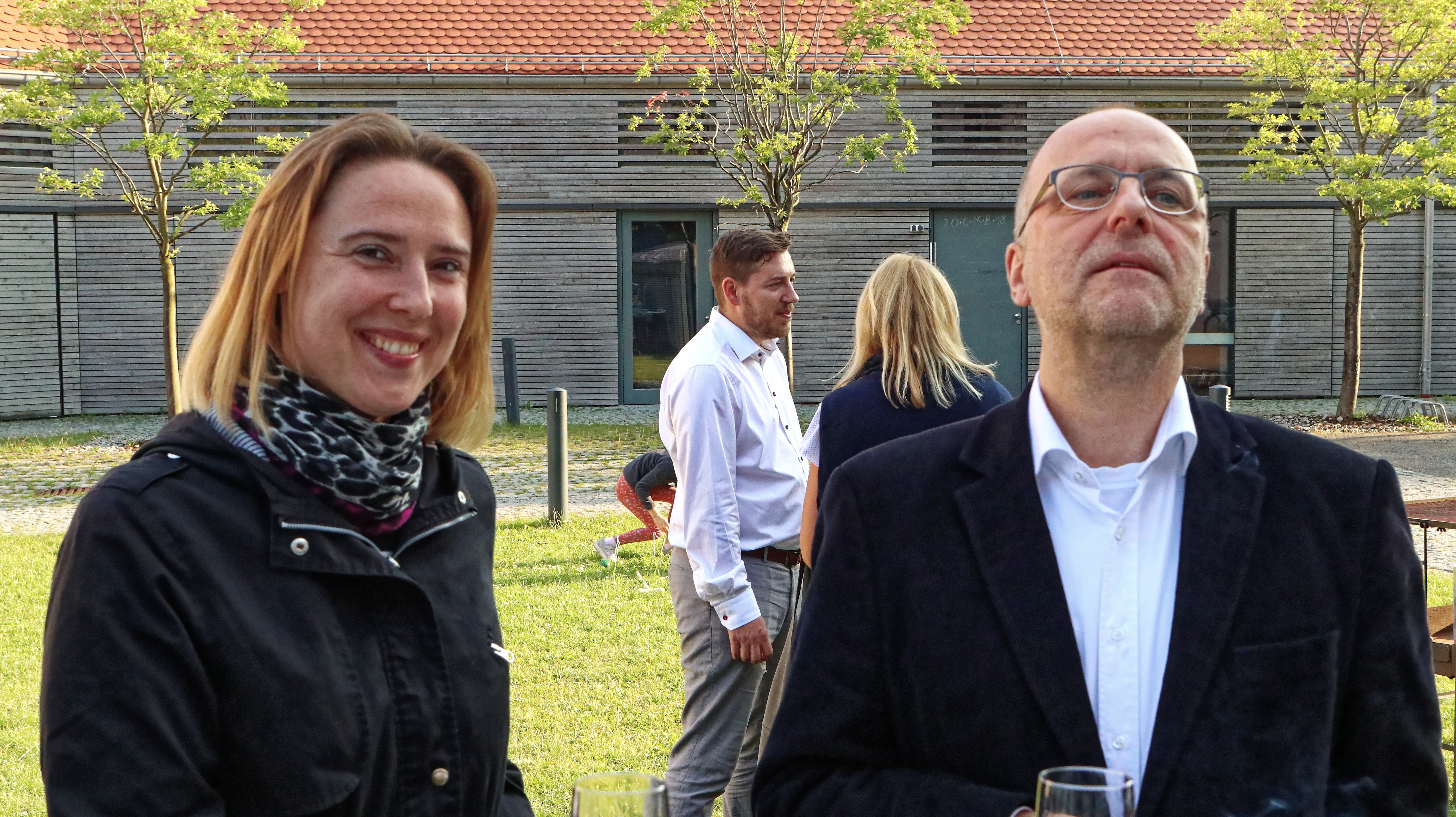
Sabine Winter und Bernhard Remmers 2018

Die Leitung des Instituts lag zu Beginn allein bei einem von der Kirche entsandten Geistlichen, der als Direktor fungierte. Bis 2009 stand ihm ein Geschäftsführer zur Seite. Seit 2010 wird die katholische Journalistenschule von einer Doppelspitze geleitet, einem Journalistischen und einem Geistlichen Direktor. Beide Direktoren müssen satzungsgemäß nach ihrer Wahl durch den Aufsichtsrat schriftlich von der Bischofskonferenz bestätigt werden. Durch diese Arbeitsteilung sichert sich die Katholische Kirche ihren Einfluss im ifp:
Kirchliche Leitung
- 1968–1991: Wolfgang Seibel, Gründer und erster Leiter
- 1991–1998: Josef Innerhofer, Leiter
- 1999–2008: Roger Gerhardy, Direktor
- 2010: Michael Broch, Geistlicher Direktor[13]
- 2011–2017: Wolfgang Sauer, Geistlicher Direktor[14]
- 2018–2023: Br. Helmut Rakowski, Geistlicher Direktor[15]
- ab 2023: Sr. Stefanie Strobel, Geistliche Direktorin[16]

Weltliche Leitung
- 1969–1985: Wilfried Schwedler, Geschäftsführer
- 1986–2002: Anton Magnus Dorn, Geschäftsführer, Leiter des Studio Ludwigshafen
- 2002–2011: Elvira Steppacher, Geschäftsführerin, später Journalistische Direktorin[17]
- 2013–2023: Bernhard Remmers, Geschäftsführer/Journalistischer Direktor[18]
- ab 2023: Isolde Fugunt, Geschäftsführerin/Journalistische Direktorin[16]

## Ausbildung

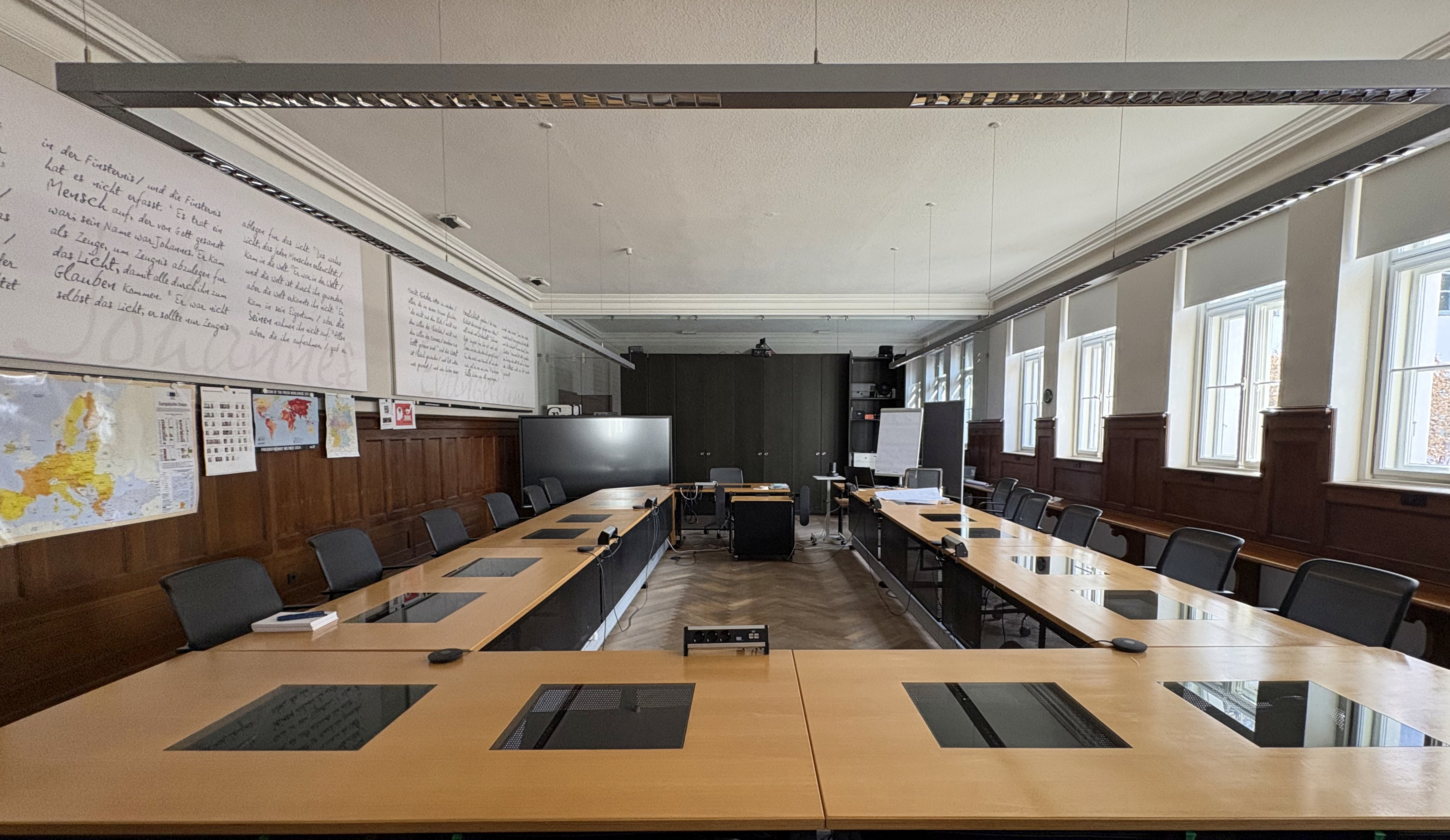
Der große Seminarraum

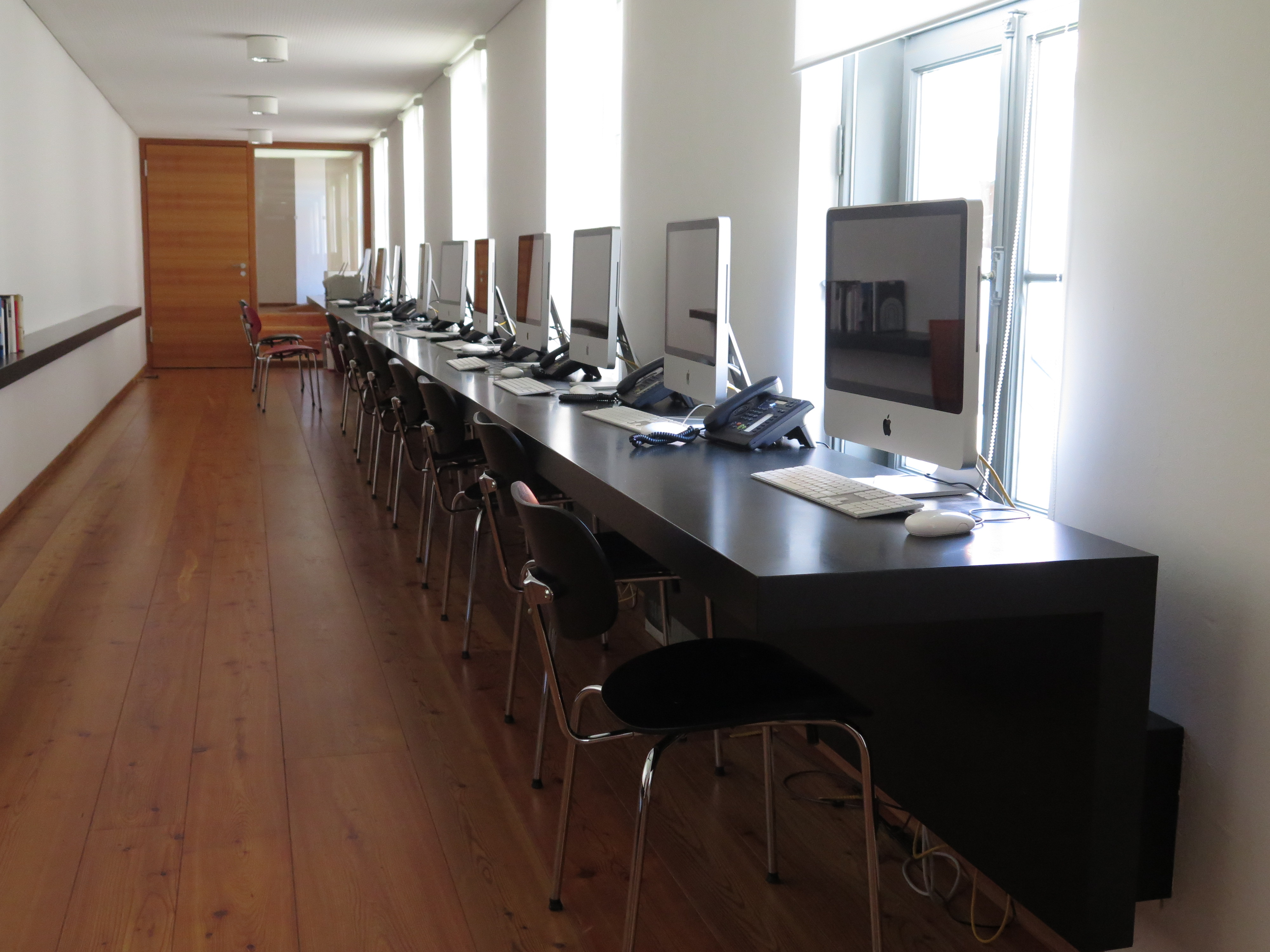
PC-Schulungsraum

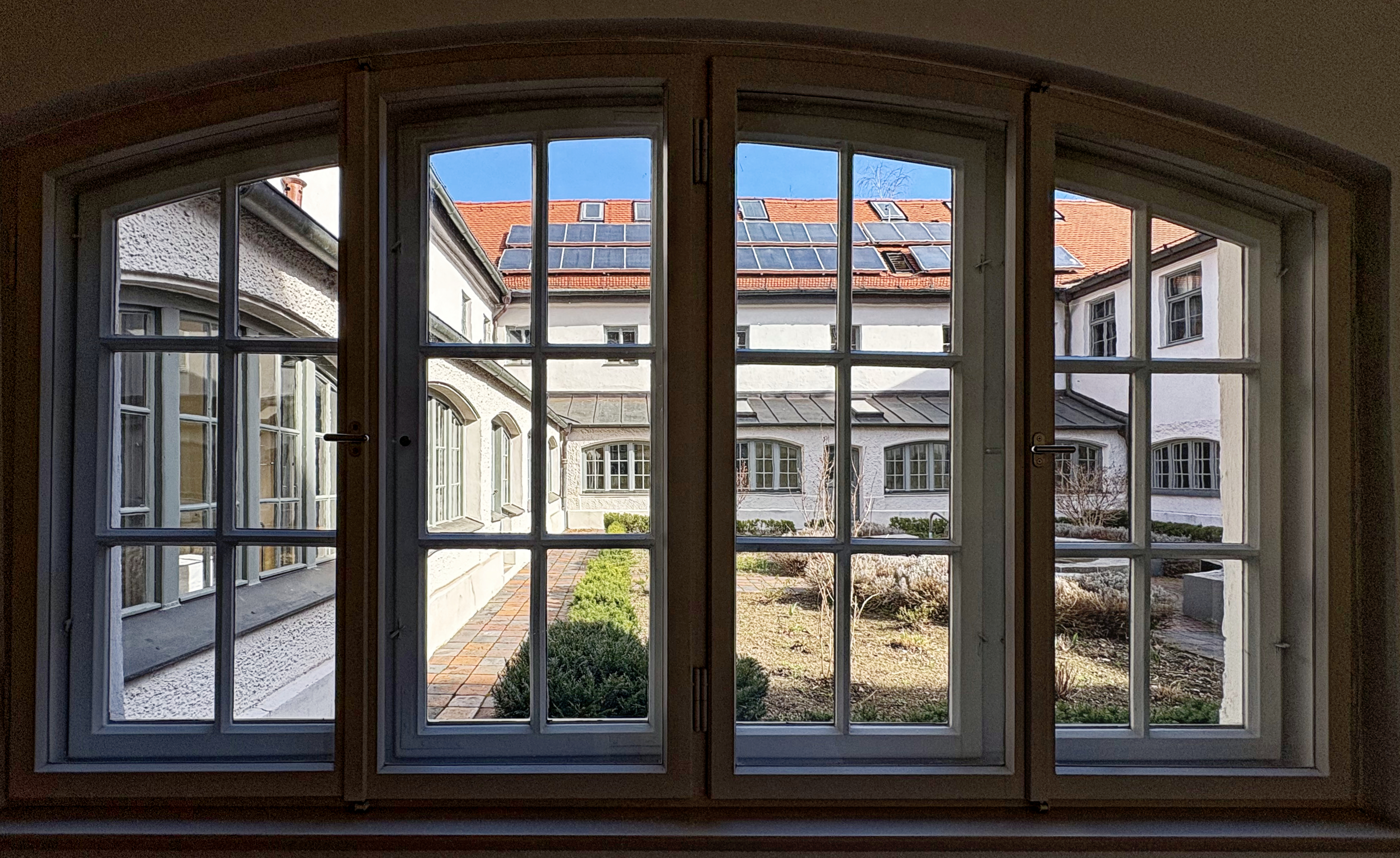
Blick in den Kreuzgang

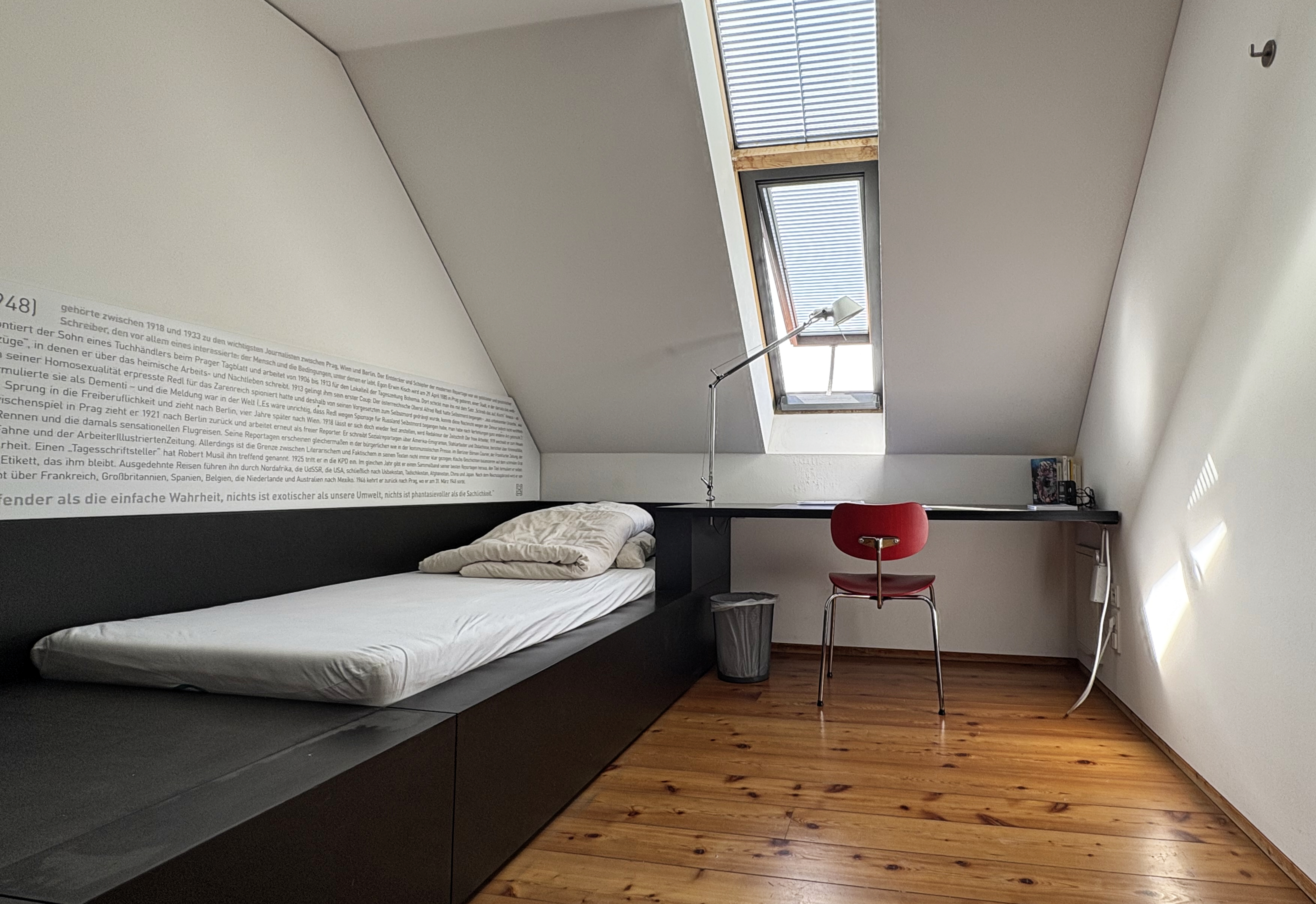
Eins von 24 Gästezimmern

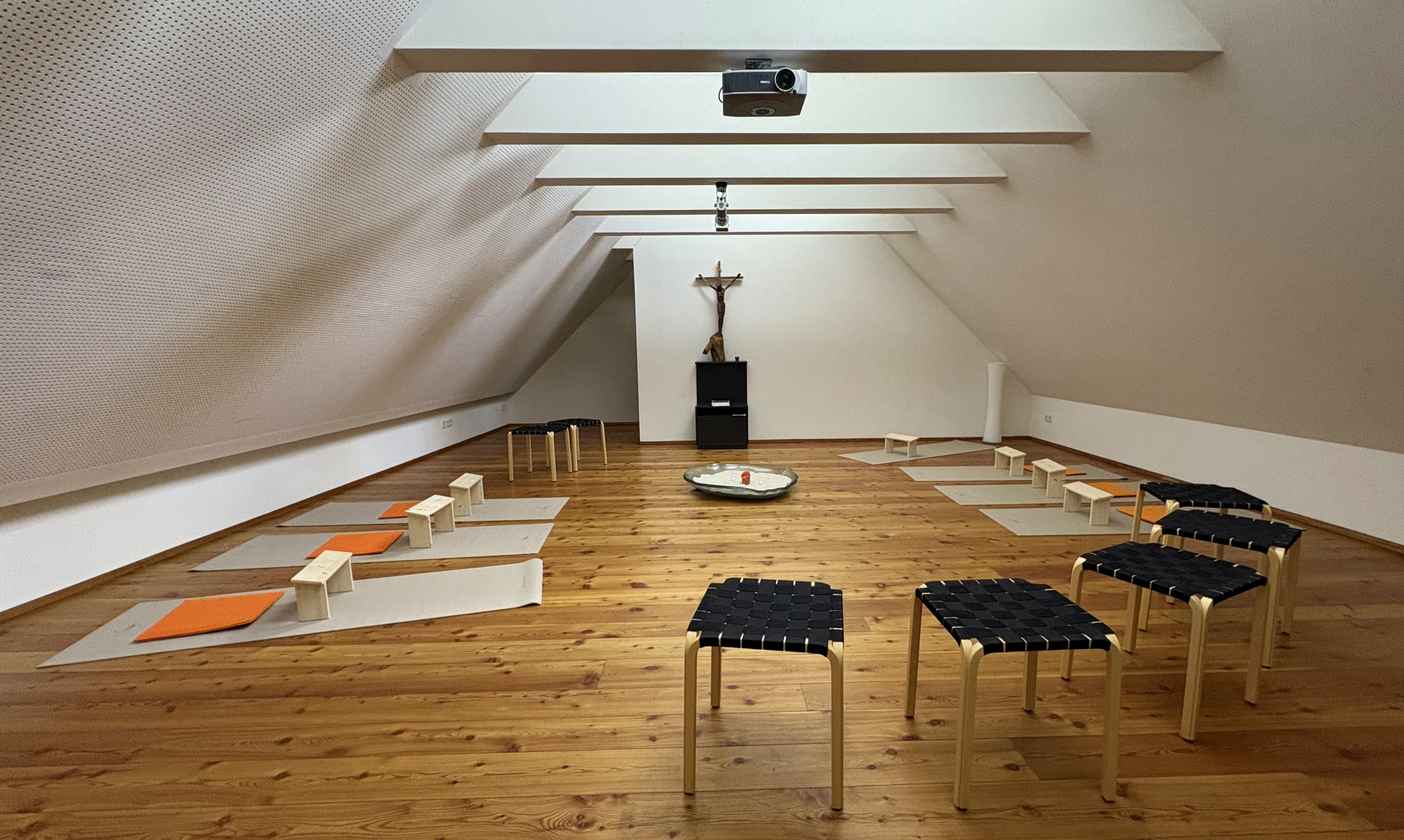
Raum für Gebet und Kontemplation

Das ifp bietet Ausbildungen für Anfänger und Fortgeschrittene an, für Studierende, die am Beginn ihres Studiums stehen, für Volontärinnen und Voluntäre in Redaktionen, Weiterbildung für Medienschaffende im Beruf, spezielle Kurse für Mitarbeitende in der Kirche, sowie regelmäßig eine Sommerakademie für Deutsch sprechende Journalistinnen und Journalisten aus Mittel- und Osteuropa sowie Journalistenreisen nach Straßburg und Brüssel. Ein spezielles Angebot sind die jedes Jahr stattfindenden viertägigen Journalistenreisen in die Hauptstädte Mittel- und Osteuropas, in denen jüngere Redaktionen besuchen und Vertreter aus Politik, Medien, Kirche, Kultur sowie Gesellschaft treffen. Für Unterrichts- und Schulungszwecke stehen im ifp zwei PC-Arbeitsräume und ein TV- und Hörfunk-Studio zur Verfügung. Darüber hinaus kooperiert das ifp regelmäßig mit Medien in ganz Deutschland, zum Beispiel mit Ippen Media/Münchner Merkur.
Auf eine Anfrage der Süddeutschen Zeitung, was den angehenden Journalistinnenn und Journalisten in der Katholischen Journalistenschule vermittelt werde, antwortete der Journalistische Direktor der Schule Bernhard Remmers:

„In der katholischen Journalistenschule ifp ist die Reportage nur eine von vielen möglichen Darstellungsformen. Die Abschlussarbeiten sind in den meisten Fällen multimediale Projekte mit einem Mix aus Texten, Fotos, Videos und Infografiken. Solche Projekte lassen sich nur im Team entwickeln. Für Starreporter ist da wenig Platz. Wichtiger noch: Im ifp verstehen wir den Journalismus als Handwerk. Elite-Denken stört da nur.“

Entsprechend seiner religiösen Ausrichtung ist das Angebot eines geistlichen Programms wesentlicher Bestandteil des ifp. Journalistinnen und Journalisten in Ausbildung haben die Möglichkeit, an so genannten Auszeiten oder der jeweils vor Kursstart angebotenen Morgenzeit teilzunehmen.

### Studienbegleitende Journalismusausbildung
In den ersten Jahren nach der Gründung des ifp stand die Ausbildung parallel zum Studium an einer Universität im Vordergrund. Die Gründer des Instituts wollten mit dieser studienbegleitenden Journalismusausbildung jungen Frauen und Männern einen Start in die berufliche Praxis ermöglichen und ihnen eine Alternative zum Journalistikstudium bieten. In Intensivseminaren lernen die Studierenden journalistische Ausdrucksformen kennen, etwa den Unterschied zwischen Nachrichten, Reportage und Kommentar. Es lehren Journalistinnen und Journalisten und Medienschaffende aus allen Bereichen. Die Ausbildung ist multimedial, sie umfasst Text, Audio, Video und Social Media, sie findet in den Semesterferien statt. Verbunden mit diesen Intensivkursen sind mehrmonatige Praktika bei Zeitungen, Nachrichtenagenturen, Onlinemedien und Rundfunkstationen. Jedes Jahr erhalten 15 Studiernede ein Stipendium. Voraussetzung sind die Hochschulreife und Interesse für religiöse und gesellschaftliche Fragen.

### Volontariatärsausbildung in Medien
Seit 1978 bietet das ifp etwa 15 Plätze für Volontariate in der katholischen Presse. 2022 wurde ein Kooperationsvertrag zwischen ifp und dem Gemeinschaftswerk der Evangelischen Publizistik geschlossen. Seither heißt der Ausbildungsgang „Volontariat in christlichen Medien“. Neben domradio.de, katholisch.de, der Katholischen Nachrichtenagentur, Bistumsredaktionen und vielen weiteren katholischen Redaktionen, gehören das GEP und weitere Partner christlicher Medien (etwa Publik Forum) zu den regelmäßigen Partnern. Ausbildungsstätten sind Redaktionen in Deutschland. Die Ausbildung ist mitbesteht aus mehrwöchigen überbetrieblichen Seminaren und Praktika.

### Kurse für Volontärinnen und Volontäre an Tageszeitungen
Seit 1991 beteiligt sich das ifp an der überbetrieblichen Fortbildung von Volontärinnen und Volontären an Tageszeitungen. Zunächst mit mehrtägigen Spezialseminaren, seit 1993 mit zweiwöchigen Grundkursen, die seit 2001 durch Aufbaukurse ergänzt werden. Derzeit finden viermal pro Jahr im ifp Kurse für Volontärinnen und Volontäre an Tageszeitungen statt. Es sind aufeinander aufbauende, je zweiwöchige Grundkurse zur Einführung in den JournalistenberufJournalismus. Ergänzend dazu bietet das ifp für Volontärinnen und Volontäre im zweiten Ausbildungsjahr im Frühjahr und Herbst zweiwöchige Aufbaukurse an. Es handelt sich hierbei um überbetriebliche Fortbildung im Rahmen des für Tageszeitungsvolontäre geltenden Tarifvertrags.

### Journalistische Ausbildung für Mitarbeitende in der Kirche
Seit 1977 sind hauptamtliche kirchliche Mitarbeiter wie Priester, Ordensleute und Pastoralreferenten sowie wissenschaftliche Mitarbeiter in das Ausbildungsprogramm des ifp mit einbezogen. Das Kursprogramm für sie umfasst vier Seminare in den Bereichen Text, Audio, Video und Social Media. Ursprünglich richtete sich der Kurs ausschließlich an Theologinnen und Theologen. Seit 2024 schließt die Zielgruppe alle Teilnehmenden ein, die in einer kirchlichen bzw. kirchennahen Institution arbeiten, über pastorale und/oder theologische Qualifikation verfügen und beruflich mit Medienarbeit zu tun haben.

### Volontärsausbildung im privaten Hörfunk
Von 2002 bis 2018 bildete das ifp in einem Ausbildungsgang Volontärinnen und Volontäre aus, deren Redaktion für private Rundfunksender Beiträge zu kirchlichen Themen erstellt. Dieser Ausbildungsgang wurde ab 2017 mit dem Volontariat in christlichen Medien zusammengeführt.

## Weiterbildung
Für angehende und bereits im Beruf stehende Journalistinnen und Journalisten bietet das ifp diverse Weiterbildungsmöglichkeiten, beispielsweise die Reihen Fachjournalismus-Religion.

### Sommerakademie (Ostkurse)
Seit 1993 findet im ifp jeden Sommer im ifp eine dreiwöchige Sommerakademie für Deutsch sprechende Journalistinnen und Journalisten aus Mittel- und Osteuropa statt. In diesen sogenannten Ostkursen werden journalistische Kenntnisse im Print- und Rundfunkjournalismus in verschiedenen journalistischen Stilformen vermittelt. Seit dem Start dieser Weiterbildungsreihe haben an diesen „Ostkursen“ des ifp knapp 380 Journalistinnen und Journalisten aus 21 Ländern teilgenommen.

### Journalistenreisen
Seit 2006 bietet das ifp jedes Jahr viertägige Journalistenreisen Reisen für Medienleute in die Groß- und Hauptstädte Mittel- und Osteuropas an. Diese Reisen führten unter anderem nach Bratislava (Slowakei), Vilnius (Litauen), Prag (Tschechien), Warschau (Polen), Budapest (Ungarn), Zagreb (Kroatien), Sofia (Bulgarien), Sarajevo (Bosnien-Herzegowina), Riga (Lettland), Ljubljana (Slowenien), Bukarest (Rumänien) und Prishtina (Kosovo); Vilnius (Litauen), Riga (Lettland), Lemberg (Ukraine). Seit dem Jahr 2000 organisiert das ifp Reisen für Medienleute nach Straßburg und Brüssel. Zunächst waren die Reisen Bestandteil der Studienbegleitenden Journalismusausbildung. Seit 2023 sind die Reisen offen für alle Auszubildenden und jüngeren Alumni des ifp.

### Diskussionsveranstaltungen
Auf dem Programm des ifp stehen auch Vorträge und Diskussionen zu medien- und gesellschaftspolitischen Themen. Von 2015 bis 2021 erinnerte das ifp jeweils Ende Januar erinnert das ifp jedes Jahr zusammen mit der Görres-Gesellschaft zur Pflege der Wissenschaft mit einem Vortragsabend an den katholischen Publizisten und Gründer des Rheinischen Merkurs, Joseph Görres (1776–1848). Der Chefredakteur der Wochenzeitung „Die Zeit“, Giovanni di Lorenzo, setzte sich am 29. Januar 2016 unter dem Titel „Wider den Vorwurf der Lügenpresse: Was heute Medienethik sein könnte“ mit der Kritik an den Medien auseinander.

## Kritik
Auf Druck der Deutschen Bischofskonferenz trat Pfarrer Michael Broch am 15. August 2010 von seinem Amt als Geistlicher Direktor des ifp zurück. Der Anlass war ein Zeitungsinterview von Broch mit kritischen Äußerungen über Papst und Kirche. Medienvertreter sahen darin einen „Maulkorb“ für das ifp und befürchteten, dass die Journalistenschule „handstreichartig zur katholischen Kaderschmiede umfunktioniert“ wird. Vertreter des konservativen Milieus hingegen begrüßten den Rücktritt.

## Förderverein desifp(Fifp)
Der Förderverein des Instituts zur Förderung publizistischen Nachwuchses e. V. (Fifp) wurde von Absolventinnen und Absolventen gegründet. Er vergibt seit 2004 den Pater-Wolfgang-Seibel-Preis für Nachwuchsjournalisten. Der Journalistenpreis wird in zwei Kategorien („Print“, „Hörfunk/Fernsehen“) verliehen. Vorsitzende ist Sabine Winter vom Bayerischen Rundfunk in München.

## Absolventinnen & Absolventen
Im Folgenden eine Auswahl von bekannten Absolventinnen und Absolventen:
- Sven Afhüppe (* 1971), ehemaliger Chefredakteur des Handelsblatts
- Rommy Arndt (* 1967), Moderatorin von n-tv und MDR Aktuell
- Rainald Becker (* 1959), Chefredakteur der ARD
- Sascha Borowski (* 1971), Redaktionsleiter der Allgäuer Zeitung
- Wolfgang Büchner (* 1966), Stellvertretender Sprecher der Bundesregierung und Stellvertretender Leiter des Presse- und Informationsamtes der Bundesregierung
- Klaus Brinkbäumer (* 1967), Programmdirektor beim MDR
- Michael Ebert (* 1974), Chefredakteur SZ-Magazin
- Nikolaus Förster (* 1968), Chefredakteur von Impulse
- Christiane Florin (* 1968), Buchautorin und Redakteurin des Deutschlandfunks
- Thomas Gottschalk (* 1950), Radio- und Fernsehmoderator
- Olessja Jaremtschuk (* 1991), ukrainische Journalistin und Buchautorin
- Stefan Kläsener (1964–2024), Chefredakteur des Schleswig-Holsteinischen Zeitungsverlags
- Stefan Leifert (* 1977), Fernsehjournalist, Leiter ZDF-Studio Bayern
- Claus Liesegang (* 1968), Chefredakteur der Märkischen Oderzeitung
- Raoul Löbbert (* 1977), Chefkorrespondent der Wochenzeitung Die Zeit
- Miriam Meckel (* 1967), Kommunikationswissenschaftlerin und Chefredakteurin der wirtschaftswoche
- Claudia Nothelle (* 1964), frühere Programmdirektorin des RBB und jetzt Hochschullehrerin für Journalismus an der HS Magdeburg-Stendal
- Heribert Prantl (* 1953), früheres Mitglied der Chefredaktion der Süddeutschen Zeitung
- Dagmar Reim (* 1951), frühere Intendantin des RBB[50]
- Andrea Rübenacker (* 1974), Geschäftsführerin des Katholischen Medienhauses und der KNA Katholische Nachrichten-Agentur, davor Redakteurin beim WDR und Chefin vom Dienst bei der Deutschen Welle, Honorarprofessorin an der HS Mittweida[51]
- Bettina Schausten (* 1965), Chefredakteurin des ZDF
- Claudia Schick (* 1965), TV-Moderatorin der Hessenschau kompakt
- Johannes Schießl (* 1964), früherer Chefredakteur der Münchner Kirchenzeitung
- Willi Steul (* 1951), ehemaliger Intendant des Deutschlandradios[52][53]
- Martin Werding (* 1964), „Wirtschaftsweiser“[54]
- Vanessa Wormer (* 1987), Leiterin des Innovationslabors im SWR